# Litiowodginita
La litiowodginita és un mineral de la classe dels òxids que pertany al grup de la wodginita. Rep el seu nom en al·lusió al seu contingut en liti i a la seva relació amb la wodginita.

## Característiques
La litiowodginita és un òxid de fórmula química LiTa₃O₈. Cristal·litza en el sistema monoclínic. Apareix en les parts central dels cristalls de wodginita. La seva duresa a l'escala de Mohs és 6,5. És el dimorf de la litiotantita.
Segons la classificació de Nickel-Strunz, la litiowodginita pertany a «04.DB - Metall:Oxigen = 1:2 i similars, amb cations de mida mitjana; cadenes que comparteixen costats d'octàedres» juntament amb els següents minerals: argutita, cassiterita, plattnerita, pirolusita, rútil, tripuhyita, tugarinovita, varlamoffita, byströmita, tapiolita-(Fe), tapiolita-(Mn), ordoñezita, akhtenskita, nsutita, paramontroseïta, ramsdel·lita, scrutinyita, ishikawaïta, ixiolita, samarskita-(Y), srilankita, itriocolumbita-(Y), calciosamarskita, samarskita-(Yb), ferberita, hübnerita, sanmartinita, krasnoselskita, heftetjernita, huanzalaïta, columbita-(Fe), tantalita-(Fe), columbita-(Mn), tantalita-(Mn), columbita-(Mg), qitianlingita, magnocolumbita, tantalita-(Mg), ferrowodginita, litiotantita, titanowodginita, wodginita, ferrotitanowodginita, wolframowodginita, tivanita, carmichaelita, alumotantita i biehlita.

## Formació i jaciments
La litiowodginita es forma en zones d'albita en pegmatites granítiques. Va ser descoberta al dipòsit de tàntal d'Ognevka (Província del Kazakhstan Oriental, Kazakhstan). També ha estat descrita en dos indrets més propers al seu lloc de descobriment, a la mina Manono (Katanga, República Democràtica del Congo) i la mina Tanco, al llac Bernic (Manitoba, Canadà).
Sol trobar-se associada a altres minerals com: wodginita, ixiolita, irtyshita i simpsonita.